# Gilbert Ryle
Gilbert Ryle (n. 19 august 1900, Brighton, Regatul Unit al Marii Britanii și Irlandei – d. 6 octombrie 1976, Oxford, Anglia, Regatul Unit), a fost un filozof englez, filosofia sa de factură lingvistică a fost influențată de Ludwig Wittgenstein. Este cunoscut în principal pentru critica sa împotriva dualismului cartezian pe care l-a numit dogma fantomei din mașină. A studiat la Oxford University, iar mai apoi a fost profesor la aceeași facultate.

## Operă
- The Concept of Mind (1949)
- Dilemmas (1953) - prelegerile Tarner
- Platos Progress (1966)
- Collected Pappers (1971)

1. 1 2  Gilbert Ryle, Hrvatska enciklopedija[*]
2. 1 2 3  Autoritatea BnF, accesat în 10 octombrie 2015
3. 1 2  Gilbert Ryle, Internet Philosophy Ontology project, accesat în 9 octombrie 2017
4. 1 2  Gilbert Ryle, SNAC, accesat în 9 octombrie 2017
5. 1 2  Gilbert Ryle, Encyclopædia Britannica Online, accesat în 9 octombrie 2017
6. ↑  „Gilbert Ryle”, Gemeinsame Normdatei, accesat în 13 decembrie 2014
7. ↑  „Gilbert Ryle”, Gemeinsame Normdatei, accesat în 31 decembrie 2014
8. ↑  LIBRIS, 29 aprilie 2008, accesat în 24 august 2018
9. ↑  CONOR.SI[*] Verificați valoarea |titlelink= (ajutor)